# Cameron Monaghan
Pour les articles homonymes, voir Monaghan (homonymie).
Cameron Monaghan, de son vrai nom Cameron Riley Monaghan, est un acteur américain né le 16 août 1993 à Santa Monica en Californie.
Il se fait connaître par le rôle de Ian Gallagher dans la version américaine de la série télévisée Shameless, qu'il interprète depuis 2011, et par celui des jumeaux Jerome et Jeremiah Valeska dans la série Gotham (2015-2019).

## Biographie

### Enfance
Cameron Monaghan grandit seul avec sa mère, Diane qui est irlandaise, à Boca Raton en Floride,. Originaires de Santa Monica, ils ont déménagé peu après sa naissance. Dès l'âge de trois ans, il est mannequin enfant. Il étudie à l'école élémentaire Addison-Mizner, où il commence à développer ses talents d'acteur en apparaissant dans plusieurs pièces de théâtre pour enfants.

### Carrière

#### Débuts précoces et seconds rôles
Cameron Monaghan commence sa carrière d'acteur à cinq ans dans des publicités, mais aussi en participant au film indépendant The Wishing Stone
En 2004, il décroche le rôle d'un personnage récurrent dans la célèbre série Malcolm, ce rôle le fait connaitre du grand public. Peu après, il enchaîne les rôles d'invité (guest-star) dans plusieurs séries télévisées. 
En 2005, il joue pour la première fois au cinéma dans le western Brothers in Arms puis il apparaît aux côtés de Adam Sandler et Kate Beckinsale dans la comédie Click : Télécommandez votre vie.

#### Passage au premier plan et révélation

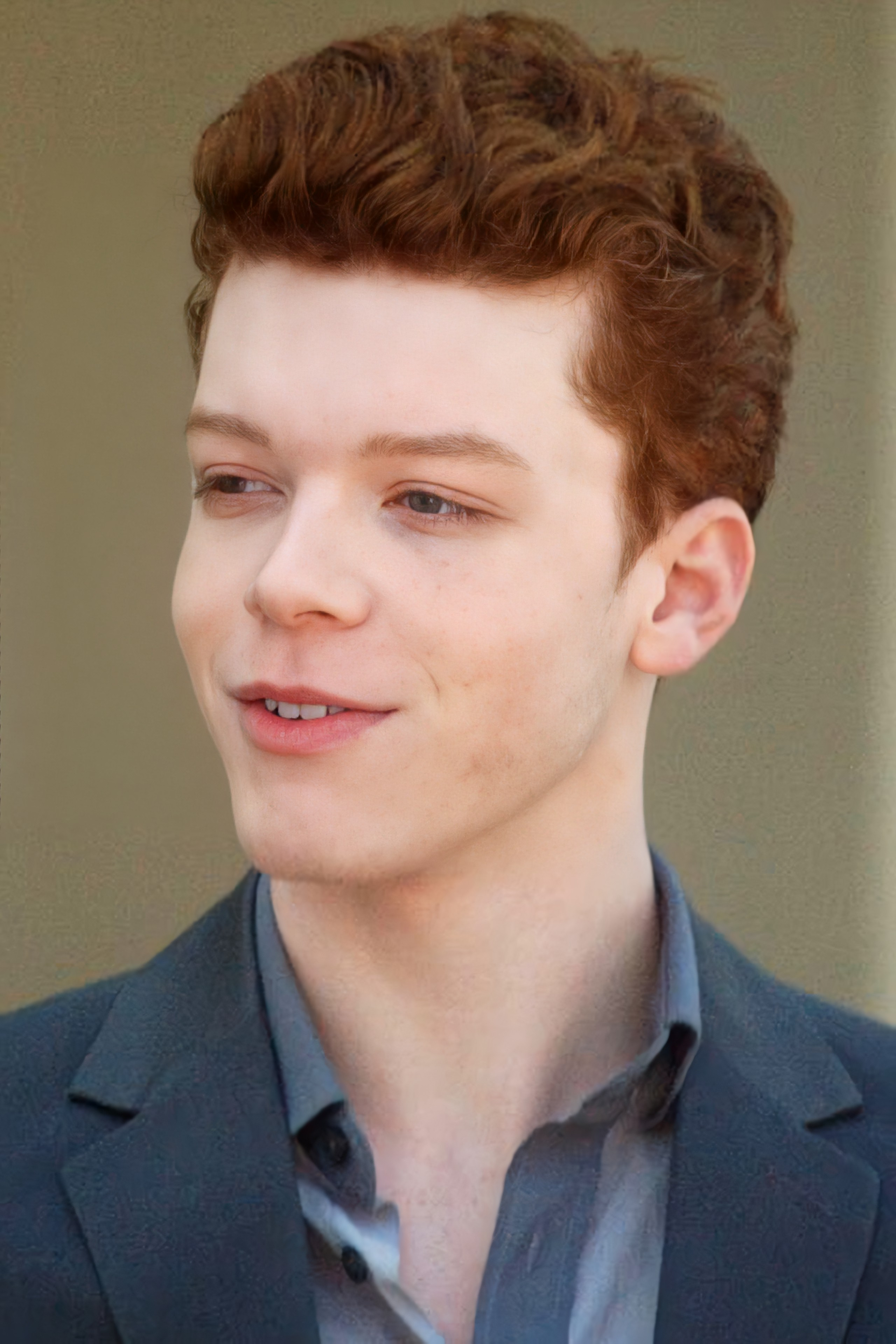
Cameron Monaghan en mars 2012.

Durant l'été 2010, Cameron intègre l'équipe des acteurs principaux du pilote de la série Shameless, diffusée sur  Showtime, pour le rôle de Ian Gallagher, un jeune adolescent gay qui vit au sein d'une famille complètement dysfonctionnelle. Le projet se transforme finalement en série et débute le 9 janvier 2011.
En 2014, il interprète Mason Ashford, l’un des personnages de la saga littéraire fantastique Vampire Academy de Richelle Mead, dans Vampire Academy l'adaptation du premier roman de la saga intitulé Sœurs de sang puis il joue dans l'adaptation du roman The Giver aux côtés de Jeff Bridges et Meryl Streep.
Toujours en 2014, il tourne dans le nouveau film inspiré de l'affaire Amityville, Amityville: The Awakening. Mais le film connait un parcours assez chaotique, programmé pour une sortie en 2015, le studio la déplace en 2016 avant de le reprogrammer une seconde fois. Cette production est finalement commercialisée en 2017
En 2015, il joue le rôle de Jerome Valeska dans un épisode de la première saison de la série Gotham. Il reprend le rôle mais cette fois-ci en tant que récurrent lors des trois saisons suivantes de la série, avant d'intégrer la distribution principale pour la dernière saison. La même année, il rejoint le casting de la première saison de la série historique du réseau PBS, Mercy Street. 
En 2018, après neuf saisons, il annonce son départ de Shameless, la série qui l'a fait connaitre au grand public, mais quelques mois plus tard il annonce finalement son retour à partir de la dixième saison.
En 2019, il est le protagoniste principal du jeu vidéo Star Wars Jedi: Fallen Order. Se déroulant après les événements de Star Wars, épisode III : La Revanche des Sith, ce jeu met en scène Cameron dans le rôle de Cal Kestis, un Padawan ayant survécu à l'Ordre 66.
Il reprend le rôle en 2023 dans la suite intitulée Star wars Jedi: Survivor

## Vie privée
En 2015, il a fréquenté la mannequin Sadie Newman.

## Filmographie

### Cinéma

#### Longs métrages
- 2002 : The Wishing Stone de Jose H. Garofalo : Alex
- 2005 : Brothers in Arms de Jean-Claude La Marre : Timmy
- 2006 : Click : Télécommandez votre vie (Click) de Frank Coraci : Kevin O'Doyle
- 2006 : Super Noël 3 : Méga Givré (The Santa Clause 3: The Escape Clause) de Michael Lembeck : L'agent de la circulation n°1
- 2007 : Les trois jeunes détectives : le secret de l'île aux fantômes (The Three Investigators and the Secret of Skeleton Island) de Florian Baxmeyer : Bob Andrews
- 2008 : Dog Gone de Mark Stouffer : Dexter
- 2009 : Les trois jeunes détectives : le manoir de la terreur (The Three Investigators and the Secret of Terror Castle) de Florian Baxmeyer : Bob Andrews
- 2010 : Another Harvest Moon de Greg Swartz : Jack
- 2011 : Prom de Joe Nussbaum : Corey Doyle
- 2012 : 2nd Serve de Tim Kirkman : Jake
- 2014 : Jamie Marks Is Dead de Carter Smith : Adam McCormick
- 2014 : Vampire Academy de Mark Waters : Mason Ashford
- 2014 : A Day To Kill (Mall) de Joe Hahn : Jeff
- 2014 : The Giver de Phillip Noyce : Asher
- 2017 : The Year of Spectacular Men de Lea Thompson : Ross
- 2017 : Amityville: The Awakening de Franck Khalfoun : James Walker
- 2018 : Anthem of a Teenage Prophet de Robin Hays : Luke Hunter
- 2022 : Shattered de Luis Prieto (en)
- 2022 : La Route de l'enfer (Paradise Highway) d'Anna Cutto : l'agent Finley Sterling

Prochainement
- 2025 : Tron: Ares de Joachim Rønning

#### Courts métrages
- 2005 : The Adventures of Tango McNorton: Licensed Hero de Greg Alkalay : Tango McNorton
- 2005 : Desperate Hippies de Prasad Paul Duffy : Zach
- 2008 : Dream Machine de Lee Citron : Stanley
- 2008 : Disarmed de Justin Dittrich : Justin
- 2009 : Running de Ben Shelton : Ryan
- 2010 : Two Boys de  Victor Bumbalo : Son
- 2010 : Bad Bunny de Jon Clark : Jack

### Télévision

#### Séries télévisées

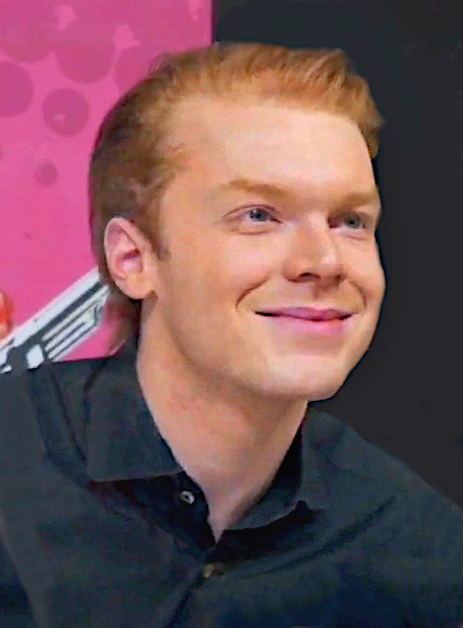
Monaghan en 2022

- 2004 - 2005 : Malcolm : Chad (6 épisodes)
- 2005 : Threshold : Premier Contact : Josh Foster (saison 1, épisode 3)
- 2005 - 2006 : Ned ou Comment survivre aux études : Palmer Noid (3 épisodes)
- 2006 : Esprits criminels : Jeffrey Charles (saison 2, épisode 6)
- 2009 : Numbers : Todd (saison 5, épisode 12)
- 2009 : PG Porn : jeune garçon no 1 (web-série - saison 1, épisode 6)
- 2009 : Mentalist : Elliot (saison 1, épisode 22)
- 2009 : Monk : Danny Cooper (saison 8, épisode 1)
- 2009 : Three Rivers : Auden Drinkwater (saison 1, épisode 1)
- 2009 : Fringe : Tyler Carson (saison 2, épisode 7)
- 2010 : The Glades : Shane Conners (saison 1, épisode 8)
- 2010 : Terriers : Cody Grice (saison 1, épisode 9)
- 2011 - 2021: Shameless : Ian Gallagher
- 2011 : NCIS : Enquêtes spéciales : Œdipe et le roi : Nick Peyton (saison 8, épisode 18)
- 2011 : Corey and Lucas for the Win : Corey (6 épisodes)
- 2011 : Rizzoli & Isles : Jonathan McKenna (saison 2, épisode 5)
- 2012 : New York, unité spéciale : Eddie Sandow (saison 13, épisode 13)
- 2015 - 2019 : Gotham : Jerome Valeska (saisons 1 à 4 - 13 épisodes ) / Jeremiah Valeska / Xander Wilde / le Joker (saisons 4 et 5 - 10 épisodes)
- 2016 : Mercy Street (en): Tom Fairfax (saison 1, 5 épisodes)
- 2016 : Son of Zorn : Jeff (saison 1, épisode 4)
- 2018 : Love Daily : Aaron (saison 1, épisode 10)
- 2020 : Acting for a Cause : Ferris Bueller
- 2020 - 2021 : Shameless Hall of Shame : Ian Gallagher
- 2024 : The Gentlemen : Max, Lord de Basington

#### Téléfilms
- 2003 : The Music Man de Jeff Bleckner : Winthrop Paroo
- 2009 : Le Bateau de l'espoir de Jerry Jameson : Larry Parker

## Doublage
- 2019 : Reign of the Supermen de Sam Liu : Superboy (voix)
- 2019 : The Death and Return of Superman de Jake Castorena et Sam Liu : Superboy (voix)
- prochainement : My Love Affair With Marriage de Signe Baumane : Sergei (voix - en tournage)

### Séries d'animation
- 2005 : Avatar, le dernier maître de l'air : Jumeaux no 1 et no 2 (voix - saison 1, épisode 14)
- 2007 : Shorty McShort's Shorts : Andy (voix - saison 2, épisode 5)

## Jeux vidéo
- 2019 : Star Wars Jedi: Fallen Order : Cal Kestis
- 2023 : Star Wars Jedi: Survivor : Cal Kestis

## Distinctions
Sauf indication contraire ou complémentaire, les informations mentionnées dans cette section proviennent de la base de données IMDb.

### Récompenses
- Young Artist Awards 2005 : meilleure performance par un jeune acteur dans une série télévisée pour Malcolm
- Teen Choice Awards 2019 : meilleur méchant dans une série télévisée pour Gotham

### Nominations
- Young Artist Awards 2004 : meilleure performance par un jeune acteur dans une série télévisée pour Malcolm
- Young Artist Awards 2006 : meilleure performance par un jeune acteur invité dans une série télévisée pour Ned ou Comment survivre aux études
- Young Artist Awards 2012 : meilleure performance par un jeune acteur invité dans une série télévisée pour Rizzoli & Isles
- Critics' Choice Television Awards 2015 : meilleur acteur dans un second rôle dans une série télévisée comique pour Shameless
- Teen Choice Awards 2015 : meilleur méchant dans une série télévisée pour Gotham
- Teen Choice Awards 2018 : meilleur méchant dans une série télévisée pour Gotham